# Newlib
Newlib は、組み込みシステムでの使用を意図して実装した標準Cライブラリである。いくつかのライブラリ部分をまとめたもので、各部分でライセンスが異なるが、いずれも自由ソフトウェアのライセンスであり、組み込み製品での利用が容易である。当初、GNUクロス開発ツールチェーン構築の一環として、シグナスサポートが作成した。現在は、レッドハットの Jeff Johnston と Tom Fitzsimmons が保守している。
Newlib のドキュメントの System Calls の節で、各種オペレーティングシステムでの使い方が解説されている。オペレーティングシステムの全くない組み込みシステムでの利用が主であり、その場合は "board support package" を呼び出して、シリアルポートに1バイトを出力する・ディスクや何らかのメモリデバイスから1セクタを読む等の処理を行う。
2007年現在、ニンテンドーDSやゲームボーイアドバンス用のプログラミングツール devkitARM は、Cライブラリとして Newlib を使っている。